# (13163) Koyamachuya
(13163) Koyamachuya est un astéroïde de la ceinture principale.

## Description
(13163) Koyamachuya est un astéroïde de la ceinture principale. Il fut découvert le 28 octobre 1995 à Kitami par Kin Endate et Kazuro Watanabe. Il présente une orbite caractérisée par un demi-grand axe de 2,28 UA, une excentricité de 0,07 et une inclinaison de 10,6° par rapport à l'écliptique.

## Compléments